# Constantin Schreiber

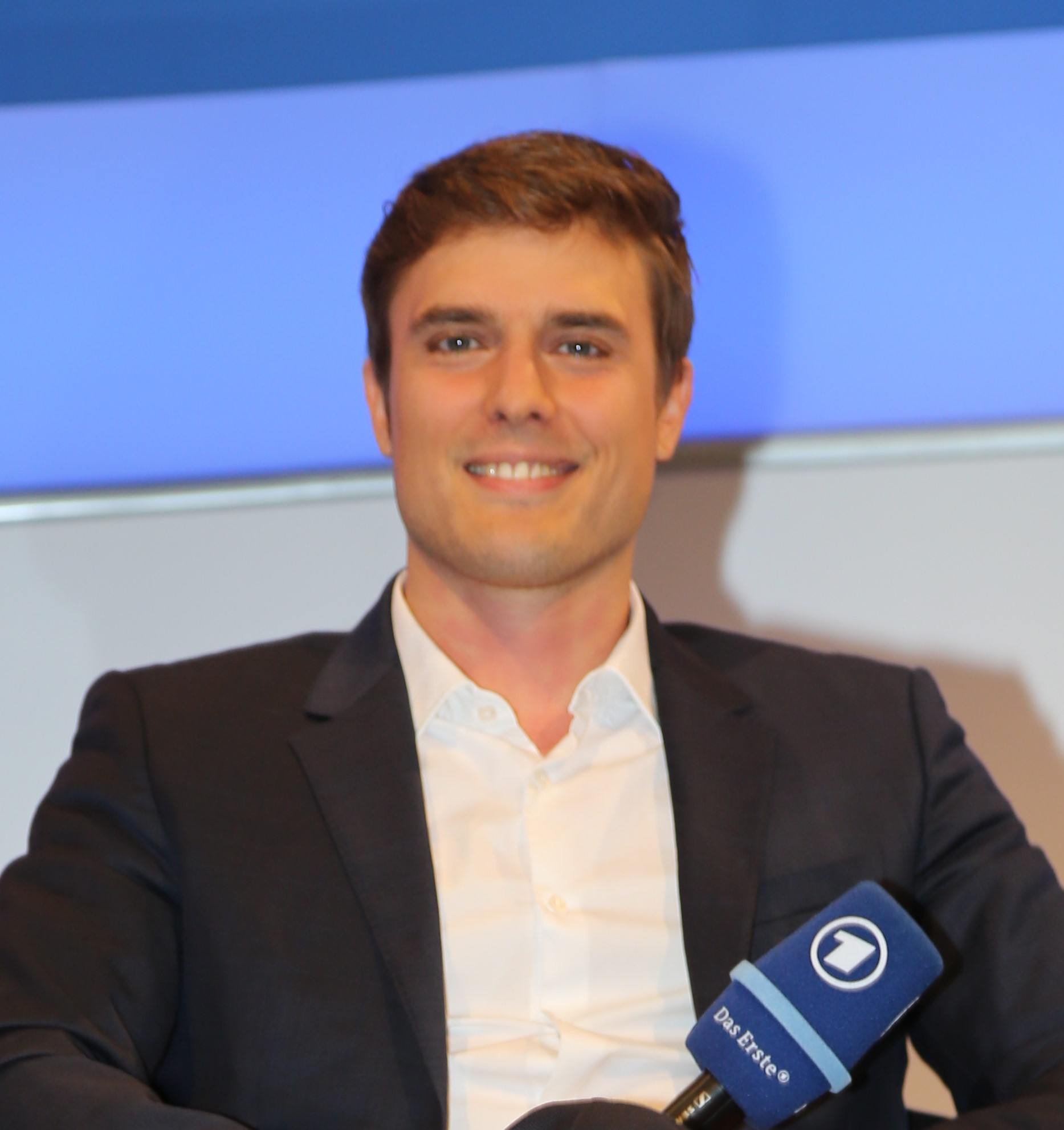
Constantin Schreiber (2016)

Constantin Schreiber (* 14. Juni 1979 in Cuxhaven) ist ein deutscher Journalist, Nachrichtensprecher, Sachbuchautor und Schriftsteller. Bis Mai 2025 war er bei ARD-aktuell tätig und moderierte Ausgaben der Tagesschau, des Nachtmagazins (bis 2022), der Tagesschau-Nachrichten bei tagesschau24 und Nachrichten in den Tagesthemen. Von 2021 bis 2025 sprach Schreiber die Hauptausgabe der Tagesschau um 20 Uhr. Für die Moderation der deutsch-arabischen n-tv-Sendung Marhaba – Ankommen in Deutschland wurde er im Jahr 2016 mit dem Grimme-Preis ausgezeichnet.

## Leben und Karriere
Constantin Schreiber, Sohn des ehemaligen Oberstadtdirektors von Wilhelmshaven Arno Schreiber, wurde in Cuxhaven geboren und wuchs in Wilhelmshaven auf. Als Jugendlicher verbrachte er ein halbes Jahr in einer christlichen Familie in Damaskus in Syrien, wo er die arabische Sprache erlernte. Nach dem Abitur absolvierte er ein Praktikum in einem Handelskontor in Port Said in Ägypten.
Schreiber studierte von 1998 bis 2002 Jura. Das Studium beendete er mit dem ersten juristischen Staatsexamen. Von 2004 bis 2006 absolvierte er ein Redaktionsvolontariat bei der Deutschen Welle. Durch ein Reuters-Stipendium konnte er zwischenzeitlich an der University of Oxford studieren.
Im Jahr 2006 arbeitete Schreiber als Reporter für die libanesische Tageszeitung Daily Star in Beirut. Er schrieb unter anderem Reportagen über die Hisbollah und begleitete internationale Helfer bei der Beseitigung von Landminen im Südlibanon. Schreiber organisiert Fotoausstellungen in Europa, Nahost und Afrika. 2009 reiste er gemeinsam mit einem weiteren Fotografen an den Tschadsee in Zentralafrika und erstellte Bildzeugnisse von dem austrocknenden Naturparadies für die Ausstellung „Tschadsee – Lebensraum im Wandel“. Außerdem organisiert er für die international media alliance (IMA) e. V. internationale Medienveranstaltungen.

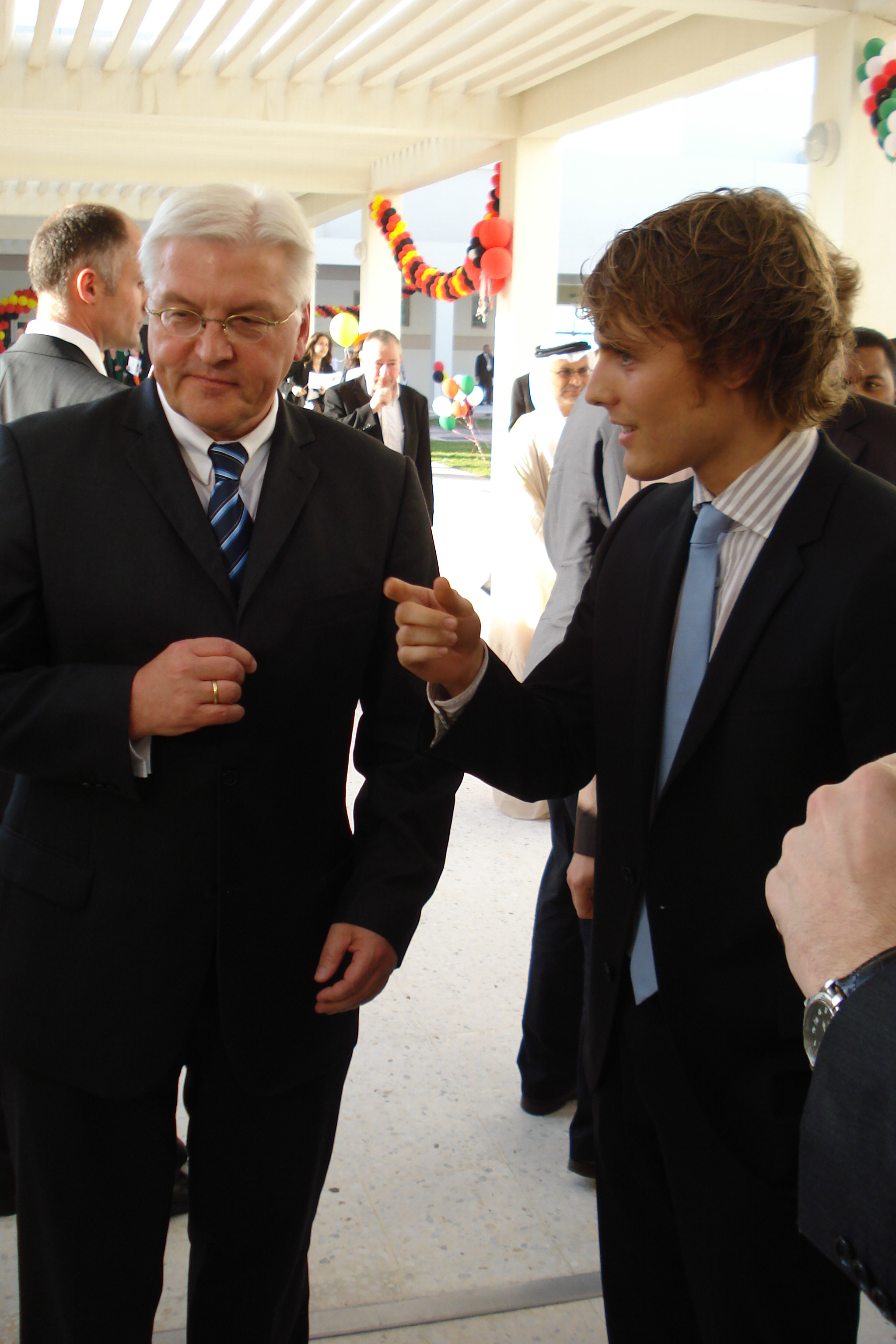
Schreiber als TV-Korrespondent der Deutschen Welle mit dem deutschen Außenminister Frank-Walter Steinmeier in Abu Dhabi im Oktober 2008

Von 2007 bis 2009 war Schreiber Korrespondent des arabischen Programms der Deutschen Welle in Dubai. Sein Berichtsgebiet umfasste die Arabische Halbinsel und Nordostafrika. 2007 produzierte er eine Reportage aus dem Norden Somalias. Im selben Jahr dokumentierte er eine Flüchtlingskatastrophe vor den Komoren. 2008 berichtete er von der tschadisch-sudanesischen Grenze über das dortige Flüchtlingsdrama.
Von 2009 bis 2011 war Schreiber als Medienberater für das Thema Naher Osten im Auswärtigen Amt tätig. Er erstellte interne Richtlinien für den Gebrauch von sozialen Medien wie Facebook oder Twitter, initiierte eine Reihe von deutsch-arabischen Medienprojekten und koordinierte mediale Projekte Deutschlands im Verlauf des Arabischen Frühlings. Er begleitete zahlreiche Politiker auf ihren Nahostreisen, darunter Bundeskanzlerin Angela Merkel, EU-Kommissionspräsident José Manuel Barroso und den früheren Bundesaußenminister und jetzigen Bundespräsidenten Frank-Walter Steinmeier.
Ab 2011 moderierte Schreiber auf Arabisch für den ägyptischen Sender ONTV die Wissenschaftssendung SciTech – Unsere Welt von morgen, ein Pendant zum ProSieben-Magazin Galileo. 2015 wurde ein ähnliches Format bei Al Jazeera angekündigt, jedoch nicht umgesetzt. Schreiber kritisierte den Sender später. Zudem äußerte er sich in Publikationen islamkritisch.
Von 2012 bis 2016 arbeitete Schreiber als Moderator verschiedener TV-Sender: In Deutschland moderierte er Nachrichtensendungen und die Live-Berichterstattung zu den Themen Naher Osten und Mittlerer Osten des Senders n-tv. 2016 wurde er für die Moderation der deutsch-arabischen Sendung Marhaba – Ankommen in Deutschland mit dem Grimme-Preis in der Kategorie „Information und Kultur/Spezial“ ausgezeichnet. In der mehrteiligen Reihe erklärte Schreiber auf Arabisch mit deutschen Untertiteln die Deutschen und das Leben in Deutschland. Jede Sendung dauerte fünf Minuten und informierte beispielsweise über das Grundgesetz, Religionsfreiheit und die Rolle der Frau ebenso wie über deutsche Essgewohnheiten, Freizeitangebote und Weihnachtslieder.
Im Januar 2017 wechselte Constantin Schreiber zu ARD-aktuell, wo er Früh- und Wochenendausgaben der Tagesschau und das Nachtmagazin moderierte. Von März 2017 bis Dezember 2020 moderierte er auch im NDR-Fernsehen Zapp – Das Medienmagazin. 2017 und 2018 berichtete Schreiber jeweils mehrere Wochen vertretungsweise als ARD-Korrespondent aus Kairo. Ab 2021 gehörte er zusammen mit Julia-Niharika Sen zum Nachrichten-Team der 20-Uhr-Tagesschau. Seine erste Ausgabe las er am 4. Januar 2021. Am 25. Mai 2025 las er die 20-Uhr-Nachrichten und die Nachrichten in den Tagesthemen zum letzten Mal. Am folgenden Tag kündigte die Axel Springer SE an, dass Schreiber ab 1. September 2025 als Global Reporter der Welt-Redaktion aus Israel für Medien des Verlags über den Nahen Osten berichten wird.
Constantin Schreiber lebt mit seiner Ehefrau und den beiden Kindern in Hamburg.

## Soziales Engagement
Constantin Schreiber gründete 2019 die Deutsche Toleranzstiftung in Leipzig. Sie engagiert sich in Ostdeutschland, um die Medienkompetenz von Schülern zu fördern, Vorurteile abzubauen und „Lügenpresse“-Vorwürfe zu entkräften. Dazu gehört unter anderem das Dialog-Projekt „Triff mich!“ gemeinsam mit Fernsehjournalisten wie Susanne Daubner und Damla Hekimoğlu.

## Werke
Im Jahr 2010 erschien das erste von Schreiber verfasste Buch, Ausverkauf Deutschland, über die Rolle ausländischer Investoren in Deutschland. 2015 gab er unter dem Titel 1000 Peitschenhiebe. Weil ich sage, was ich denke die in Saudi-Arabien verbotenen Texte des saudischen Bloggers Raif Badawi gemeinsam mit dessen Ehefrau Ensaf Haidar heraus. Das Buch wurde in mehr als 12 Sprachen übersetzt, darunter Englisch, Französisch, Italienisch und Niederländisch, und erreichte in Deutschland Platz 7 der Spiegel-Bestsellerliste.
2017 erschien sein Buch Inside Islam – Was in Deutschlands Moscheen gepredigt wird sowie die TV-Reihe der moscheereport auf tagesschau24. Für die Recherche dieser beiden Werke besuchte Schreiber mit oder ohne Kamerateam nahezu 20 Moscheen in Deutschland und übersetzte dort gehaltene Freitagspredigten. Schreiber beschreibt in seinem Buch kritisch Missstände in den islamischen Gemeinden. Das Buch stieg auf Platz 1 der Spiegel-Bestsellerliste.
2019 erschien sein Buch Kinder des Koran. Was muslimische Schüler lernen, für das er nach eigenen Angaben zahlreiche Schulbücher aus Afghanistan, dem Iran, Ägypten, Palästina und der Türkei untersuchte. Schreiber wirft darin den Lehrwerken vor, den Schülern Geschlechterklischees, übersteigerten Nationalismus, politische Propaganda und religiöse Intoleranz – teilweise auch in versteckten Botschaften – zu vermitteln. Das Buch erreichte Platz 5 der Spiegel-Bestsellerliste.
2021 erschien Schreibers Roman Die Kandidatin, in dem Mitte des 21. Jahrhunderts eine Muslimin kurz davor steht, zur deutschen Bundeskanzlerin gewählt zu werden. Das Buch erreichte Platz 10 der Spiegel-Bestsellerliste im Bereich Belletristik.
2022 veröffentlichte Schreiber gemeinsam mit der ehemaligen Tagesschau-Sprecherin Dagmar Berghoff das Buch Guten Abend, meine Damen und Herren. Ein Gespräch über die Liebe, das Leben, Glück und die Nachrichten, in dem er mit seiner Vorgängerin über deren Leben und insbesondere ihre Rolle als erste weibliche Nachrichtensprecherin der ARD spricht. Außerdem veröffentlichte er einen Dubai-Reiseführer mit dem Titel Nice to meet you, Dubai.
2023 veröffentlichte Schreiber das Buch Glück im Unglück, in dem er sich damit auseinandersetzt, wie man in Krisenzeiten Resilienz und Optimismus trainieren kann. Es erreichte Platz 7 der Spiegel-Bestsellerliste.
2024 erschien der von Schreiber verfasste Kriminalroman Kleopatras Grab. Am 7. Mai 2025 kam der zweite Band seiner Ägypten-Krimi-Reihe, Echnatons Fluch, wiederum bei Hoffmann und Campe heraus.

## Kritik und Kontroversen

### „Inside Islam“ (2017)
2017 warf der taz-Journalist Daniel Bax Schreiber vor, sich in dem Buch Inside Islam seinem Gegenstand wie ein „Ethnologe aus der Kolonialzeit [zu nähern], der einem vermeintlich wilden und gefährlichen Indianerstamm nachspürt“, und nannte seine Beschreibung der Moscheen und des Islam „exotisierend“. Schreiber zeige zudem fehlende Sorgfalt und Sachkenntnis. Der Journalist Eren Güvercin kritisierte in Deutschlandfunk Kultur die Auswahl der Moscheen in Inside Islam und dass es Schreiber um Anprangerung statt um Dialog gegangen sei. Ein früherer Mitarbeiter des Hamburger Verfassungsschutzes kritisierte öffentlich, dass in Inside Islam die Gefahr übertrieben werde, die von Moscheen ausginge.

### „Moscheereport“ (2017)
Ebenfalls 2017 kritisierte die Islamwissenschaftlerin Johanna Pink, Professorin an der Universität Freiburg, in einem Brief an die zuständigen Chefredakteure die Sendung Moscheereport. Diese sei verzerrend, einseitig, fehlerhaft und enthalte Übersetzungsfehler. Die Behauptung Schreibers, er habe über Monate „Islamwissenschaftliche Fakultäten“ um Auskunft ersucht, entgegnete Pink, dass sie zur Verfügung gestanden hätte, jedoch nicht kontaktiert wurde.

### „Kinder des Koran“ (2019)
2019 wurde das Buch Kinder des Koran. Was muslimische Schüler lernen einerseits von Rainer Herrmann, dem Nahost-Korrespondenten der FAZ, positiv besprochen. Aufgrund zahlreicher Kritikpunkte wurde es andererseits im Online-Nachrichtenmagazin dis:orient auch äußerst negativ kommentiert. Der Rezensent warf dem Autor unter anderem methodische Schwächen bei der Auswahl und Übersetzung der Schulbücher, unzutreffende Verallgemeinerungen der unterschiedlichen muslimischen Gesellschaften in den Herkunftsländern und in Europa sowie Argumentationshilfe für rechtsextreme Diskurse vor.

### „Die Kandidatin“ (2021)
2021 schrieb Stefan Weidner, Übersetzer und Islamwissenschaftler, Schreibers Roman Die Kandidatin könne nur als ein „reaktionäres Manifest“ verstanden werden. In einer Rezension für das Feuilleton der Süddeutschen Zeitung schrieb er: „[H]inter der Fiktion verbirgt sich wenig mehr als ein rechtspopulistisches Pamphlet mit altbekannten Feindbildern: dem Islam und den Muslimen, den ‚Linken‘ sowie allen, die mit ethnischer, religiöser oder sexueller Vielfalt kein Problem haben und diese verteidigen möchten.“ Zudem kritisierte er die allzu offensichtliche Nähe der fiktiven Protagonistin Sabah Hussein zu der SPD-Politikerin Sawsan Chebli.
Ähnliche Kritik brachte der NDR-Journalist Stefan Buchen im Juni 2021 vor. Für die taz schrieb er: „‚Die Kandidatin‘ ist ein politisches Hasspamphlet, das Angst vor Migranten schürt. Das hier Geschilderte ist möglich, es steht quasi vor der Tür, lautet die humorfreie Botschaft.“ Des Weiteren sei es problematisch, dass Schreibers eigener Sender (der NDR) ihm prominent eine Bühne biete. Buchen verglich Die Kandidatin im Magazin Katapult mit Hans Hömbergs NS-Propagandaroman Jud Süß, in denen der Hass und die Ängste der Leser angesprochen und vor der Übernahme des eigenen Landes gewarnt wurde.
Dem widersprach Ulrich Reitz in Focus Online. Die Kritik sei falsch; Schreibers Buch sei weder links noch rechts. Er beschreibe, was passiere, wenn die Rechten rechter und die Linken linker würden. „Dann stirbt die Sprechfähigkeit, Gewalt zieht herauf.“
Im Mai 2021 besprachen die Rezensenten in Tagesspiegel und Hamburger Abendblatt das Buch positiv und verwiesen auf Parallelen zu Michel Houellebecqs Roman Unterwerfung, der ein ähnliches Motiv wie Schreibers Buch aufgreift. Der im Roman beschriebene deutsche Staat ist laut Thomas Brussig, der das Buch positiv rezensierte, eine Verwirklichung von realen Debatten über Diversität und Vielfalt.
Schreiber antwortete auf die Kritik an seinem Roman Die Kandidatin, dass es ein „dystopischer Entwurf“ sei, „was passieren kann, wenn eine Gesellschaft in viele Teile zerbricht“. Mit dem „Instrument des Sachbuchs“ komme man nicht weiter. Sein Roman habe das Ziel, aktuelle Debatten wie die um Frauenquoten weiterzudenken und konkret in ein Alltagsszenario zu übersetzen. Es gehe ihm in seinem Buch auch um die Gefahr des Rechtsextremismus in Form der versuchten Ermordung der Protagonistin.

### „Moscheepedia“ (2021)
Schreiber rief im April 2021 das Projekt Moscheepedia ins Leben. Die von der Deutschen Toleranzstiftung veröffentlichte Seite war bereits wenige Monate später nicht mehr erreichbar. Sie sollte Einblicke „in hunderte Moscheen weltweit“ gewähren und ähnlich der in Österreich publizierten Islam-Landkarte ein deutschlandweites Moscheenverzeichnis darstellen. Laut der Zeitung Die Welt sollte das Ziel eine „Plattform der Begegnung“ sein, gehe es Schreiber um das „Schließen von Wissenslücken“: „Bevor man sich um Ansprechpartner oder auch Radikalisierungsprävention kümmere, müsse man erst mal wissen, wo es überhaupt Moscheen gibt, sagt er. ‚Wenn wir die Welt der Moscheen aus der Unsichtbarkeit herausheben, könnte es ein guter Nebeneffekt sein, auch einen Blick auf diejenigen Moscheen zu werfen, die sich der Sichtbarkeit absichtlich entziehen‘“. Die detaillierten Dokumentationen in Form von „Fotos, Videos und übersetzten Predigten“ wurden von Stefan Weidner als „Übergriffe auf fremde sakrale Räume“ kritisiert.

### Tortenwurf an der Universität Jena (2023)
Bei einer Lesung an der Universität Jena am 29. August 2023 wurde Schreiber mit einer Torte beworfen. Zuvor waren Flyer verteilt worden, die sich auf die kritischen Artikel von Stefan Buchen in der taz und von Stefan Weidner in der Süddeutschen Zeitung über sein Buch Die Kandidatin bezogen, ihm außerdem das Schüren von Ressentiments vorwarfen und Vergleiche zum Propagandawerk Jud Süß (1940) zogen. Die Aktion wurde von der Universität zwei Tage später verurteilt und Anzeige gegen Unbekannt erstattet. In einem Interview mit Giovanni di Lorenzo in der Zeit bezeichnete Schreiber die Äußerungen als „Diffamierung“, die zu zunehmenden Bedrohungen in seinem Alltag geführt hätten. Für Vorwürfe der Islamophobie gebe es keinen substantiellen Grund. Als Resultat zunehmender persönlicher Bedrohungen habe er sich entschieden, sich journalistisch nicht mehr mit dem Thema Islam zu beschäftigen. Sich von dem Thema zu distanzieren, habe er bereits ein Jahr vor dem Tortenwurf beschlossen. Nach Kritik an den Veranstaltern entschuldigte sich die Universität bei Schreiber und lud ihn zu einem Gespräch ein. Den im Flugblatt zitierten Artikel von Stefan Buchen bezeichnete der Chefredakteur der Neuen Zürcher Zeitung in Deutschland Marc Felix Serrao als Rufmord.
Die Autoren Khola Maryam Hübsch, Hamed Abdel-Samad, Sineb El Masrar, Mouhanad Khorchide, Susanne Schröter und Ali Ertan Toprak veröffentlichten am  21. September 2023 in der Zeit je eine Stellungnahme, in der sie sich mit Schreiber solidarisierten und ihrerseits über alltägliche Anfeindungen berichteten, denen sie aufgrund ihrer Beschäftigung mit dem Thema Islam ausgesetzt sind. Susanne Schröter, Professorin in Frankfurt, Ethnologin, Islamforscherin und Vorstandsmitglied des Deutschen Orient-Instituts,  beklagt den enormen „Druck, der auf allen lastet, die sich kritisch zu Missständen in der islamischen Welt und in islamischen Gemeinschaften in Deutschland äußern“. Sie selbst erlebe Beschimpfungen und Rufmordkampagnen, die nur mit Loyalität und Ermutigung auszuhalten seien. Hübsch befürchtete: „Wenn der Meinungskorridor so eng wird, dass nur noch mehrheitsfähige, gefällige Positionen zu vernehmen sind, ist unsere Debattenkultur tot“.

## Moderationen
- ab 2011: „SciTech, unsere Welt morgen“ (OnTV Ägypten)
- 2012–2014: Hotspot (Qatar TV)
- 2012–2016: n-tv Nachrichten
- 2015–2016: „Marhaba, Ankommen in Deutschland“ (n-tv)
- 2016: „Schreiber vor Ort“ (n-tv)
- ab 2017: „Der Moscheereport“[51]
- 2017–2020: „Zapp“ (NDR Fernsehen)
- 2017–2020: „Weltbilder“ (NDR Fernsehen, vertretungsweise)
- 2017–2025: Tagesschau-Nachrichten (tagesschau24)
- 2017–2025: „Tagesschau“ (ARD/ARD-aktuell, Sprecher, ab 2021 auch Hauptausgabe um 20 Uhr)
- 2017–2022: „Nachtmagazin“ (ARD/ARD-aktuell)
- 2018: „Weltspiegel Extra“ (Das Erste)

## Auszeichnungen
- 2016: Grimme-Preis in der Kategorie Information/Kultur, für die Moderation von Marhaba – Ankommen in Deutschland
- 2016: Preis für crossmediale Programminnovationen

## Publikationen

### Sachbücher
- Ausverkauf Deutschland. Wie ausländische Investoren unser Land übernehmen. Econ, Berlin 2010, ISBN 978-3-430-20095-0.
- als Herausgeber: 1000 Peitschenhiebe. Weil ich sage, was ich denke. Ullstein Buchverlag, 2015, ISBN 978-3-550-08120-0.
- Marhaba, Flüchtling! Im Dialog mit arabischen Flüchtlingen. Hoffmann und Campe, Hamburg 2016, ISBN 978-3-455-50411-8.
- Inside Islam. Was in Deutschlands Moscheen gepredigt wird. Econ, Berlin 2017, ISBN 978-3-430-20218-3.
- Kinder des Koran. Was muslimische Schüler lernen. Econ, Berlin 2019, ISBN 978-3-430-20250-3.
- als Herausgeber: Bushra al-Maktari – Was hast Du hinter Dir gelassen? Stimmen aus dem vergessenen Krieg im Jemen. Econ Verlag, Berlin 2020, ISBN 978-3-430-21026-3.
- Die Kandidatin. Roman. Hoffmann und Campe, Hamburg 2021, ISBN 978-3-455-01064-0.
- Nice to meet you, Dubai! Gräfe und Unzer, München, 2022, ISBN 978-3-8464-0887-2.
- Guten Abend, meine Damen und Herren. Ein Gespräch über die Liebe, das Leben, Glück und die Nachrichten. Hoffmann und Campe, Hamburg 2022, ISBN 978-3-455-01505-8.
- Glück im Unglück. Wie ich trotz schlechter Nachrichten optimistisch bleibe. Hamburg 2023, ISBN 978-3-455-01610-9.
- Lasst uns offen reden! Warum die Demokratie furchtlose Debatten braucht. Hoffmann und Campe, Hamburg 2024, ISBN 978-3-455-01810-3.
- mit Alexander Stevens: Angeklagt! Schuldig oder nicht? Spektakuläre Fälle zum Mitermitteln. Hoffmann und Campe, Hamburg 2025, ISBN 978-3-455-01997-1.

### Kriminalromane
- Kleopatras Grab. Hoffmann und Campe, Hamburg 2024, ISBN 978-3-455-01763-2.
- Echnatons Fluch. Hoffmann und Campe, Hamburg 2025, ISBN 978-3-455-01784-7.